# Старая Станица (Семикаракорский район)
Ста́рая Стани́ца — хутор в Семикаракорском районе Ростовской области.
Входит в состав Кочетовского сельского поселения.

## Население
| 2010 |
| ---- |
| 212  |

## Улицы
| - пер. 1-й, - пер. 2-й, - пер. 3-й, - пер. Короткий, - пер. Луговой, - пер. Молодёжный, - пер. Центральный, | - ул. Будённовская, - ул. Гагарина, - ул. Зелёная, - ул. Набережная, - ул. Садовая, - ул. Степная, - ул. Суворова. |